# فلم‌استد
فلم‌استد (به انگلیسی: Flamstead) یک روستا و محله مدنی در بریتانیا است که در داکورام واقع شده‌است. فلم‌استد ۱٬۳۰۶ نفر جمعیت دارد.